# Điền Hải, Phong Điền (Thừa Thiên Huế)
Điền Hải là một xã ven phá Tam Giang thuộc huyện Phong Điền, tỉnh Thừa Thiên Huế, Việt Nam.

## Địa lý
Xã Điền Hải có diện tích 12,69 km², dân số năm 2022 là 6.268 người, mật độ dân số đạt 493 người/km².

## Hành chính
Xã Điền Hải được chia thành 8 thôn: 1, 2, 3, 4, 5, 6, 7, 8.